# Galerie d'art Mendel
La galerie d'art Mendel était un important centre culturel du Parc de la Cité de Saskatoon, en Saskatchewan. Opérant de 1964 à 2015, elle abritait une collection permanente de plus de 7 500 œuvres d'art et un conservatoire botanique.
La galerie et son conservatoire était gérés par la Saskatoon Gallery and Conservatory Corporation, propriété de la ville de Saskatoon.

## Architecture

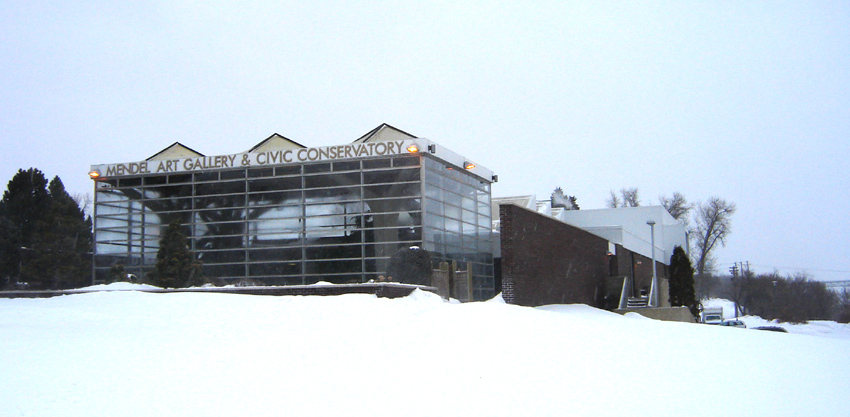
Mendel Art Gallery & Civic Conservatory

Le bâtiment moderniste, a été conçu par le cabinet d'architectes Blankstein, Coop, Gillmor et Hanna de Winnipeg (maintenant le groupe d'architectes numberTEN). Le projet a été dirigé par Al Hanna, partenaire en charge, et l'architecte Doug Gillmor, qui avait remporté le concours de design,,.
Le conservatoire civique a été construit dans le cadre du même projet, à la suggestion du maire de l'époque, SL Buckwold. Le bâtiment a été agrandi en 1975.
D'autres plans pour l'agrandissement de la Galerie d'art Mendel ont commencé dans les années 2000 et ont ensuite été abandonnés par la ville de Saskatoon en faveur de la création d'un nouveau musée d'art, la Galerie d'art moderne Remai de la Saskatchewan.

## Historique

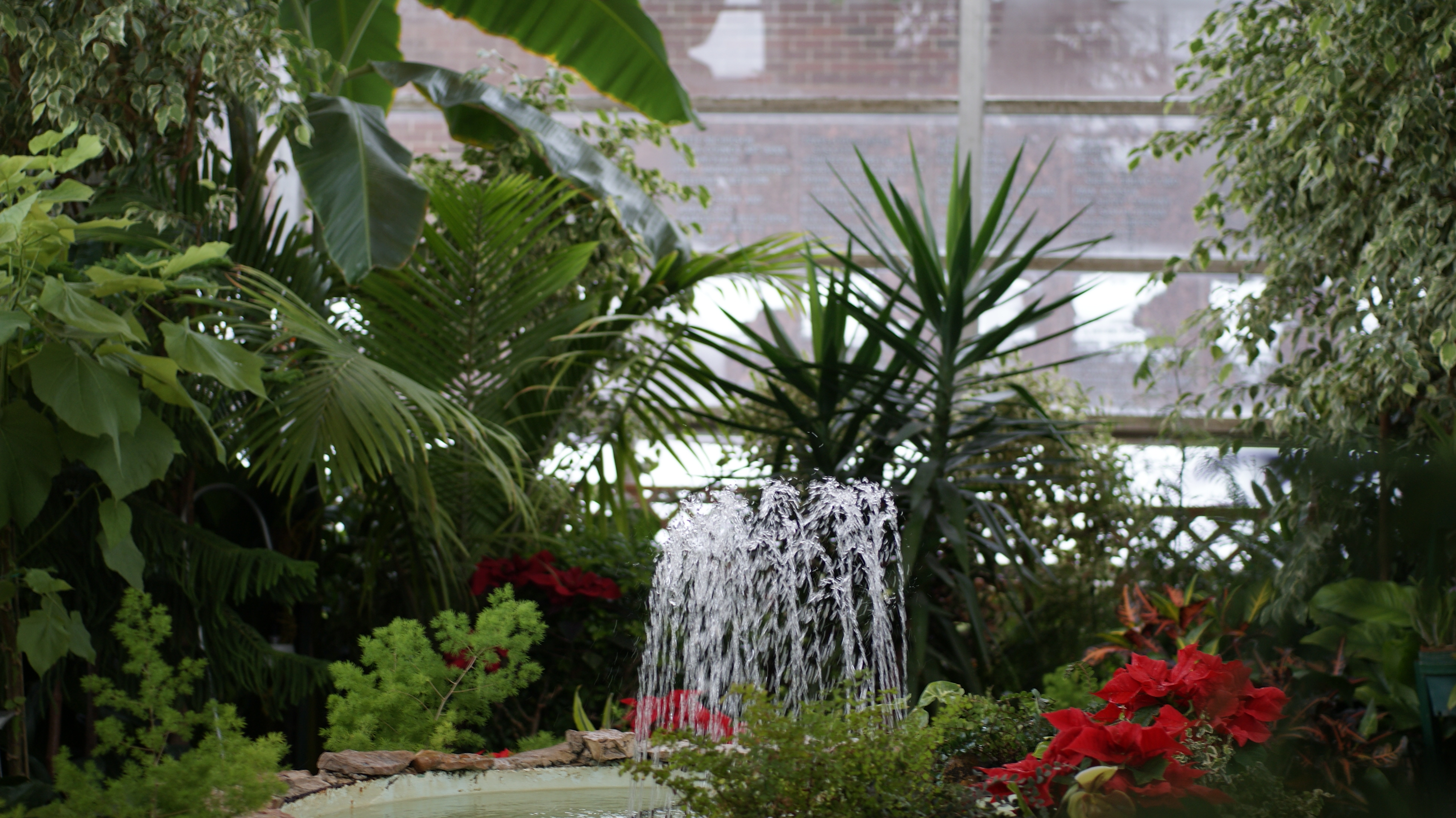
Serre intérieure de la galerie d'art Mendel

La galerie d'art Mendel est née du Saskatoon Art Centre, qui a ouvert en 1944 dans le Standard Trust Building  et a déménagé plusieurs fois, la dernière fois en 1963, sur la 4e avenue Nord à Saskatoon,.
La galerie a été dotée par Frederick "Fred" Salomon Mendel, un réfugié du nazisme qui a fondé Intercontinental Packers (maintenant Mitchell's Gourmet Foods, une division de Maple Leaf Foods).
En 1960, Frederick Mendel a annoncé que pour célébrer son 20e anniversaire à Saskatoon, il ferait un don à la ville pour la fondation d'un musée d'art public.   Le gouvernement de la Saskatchewan a contribué à l'initiative privée de Mendel en égalant son don. En 1965, Mendel donna à la galerie d'art qui porte son nom 15 œuvres du Groupe des Sept. Elles devinrent le noyau de la collection permanente du musée.
Le 18 septembre 2006, la galerie subit des dégâts de fumée et d'eau en raison d'un incendie qui s'est déclarée tôt le matin dans la zone du quai de chargement. Elle a rouvert, neuf semaines plus tard, avec un accent accru sur l'art national et international.
En 2009, le conseil d'administration de la Galerie d'art Mendel a décidé de remplacer le bâtiment, qui était devenu trop petit et nécessitait des mises à niveau coûteuses, par une installation plus grande sur un autre site.

### Galerie d'art moderne Remai de la Saskatchewan

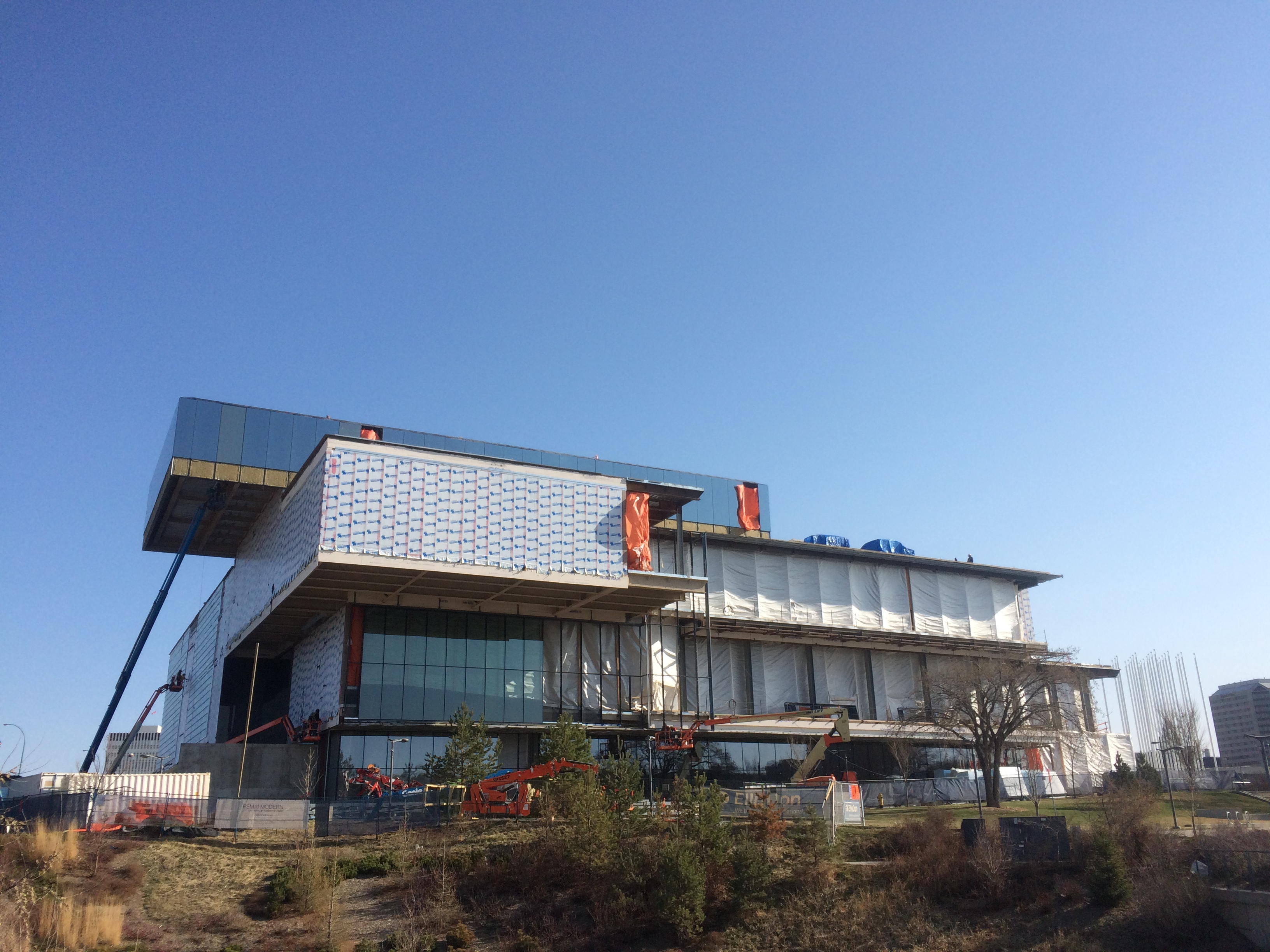
Galerie d'art moderne Remai de la Saskatchewan.

La décision de fermer la Galerie d'art Mendel était controversée. L'ancien maire Henry Dayday a appelé à un plébiscite sur la nouvelle galerie et en a fait une promesse électorale en 2012,.
La nouvelle galerie, associée au Centre d'art Remai, ouvrira ses portes dans le quartier River Landing, au sud du centre-ville de Saskatoon. On la nommera la Galerie d'art moderne Remai de la Saskatchewan en reconnaissance de la Fondation Frank et Ellen Remai, un donateur majeur. Sa conception, réalisée par Kuwabara Payne McKenna Blumberg Architects et Smith Carter Architects and Engineers, a remporté le Prix d'excellence du Canadian Architect en 2011. L'ouverture officielle était programmé pour 2015  mais fut reportée à 2017.
La Galerie d'art Mendel a fermé ses portes le 7 juin 2015. Ses actifs ont été répartis entre la ville de Saskatoon et la Galerie d'art moderne Remai de la Saskatchewan. La collection permanente de la Galerie d'art Mendel a été transférée au nouveau musée d'art dès son ouverture en octobre 2017.

### Musée de la découverte pour les enfants
En 2019, le Musée de la découverte pour les enfants a emménagé dans le bâtiment de la défunte Galerie d'art Mendel sous le nom de Nutrien Wonderhub,,.